# Campomarino
Campomarino est une commune italienne de la province de Campobasso, dans la région Molise.

## Histoire
La commune abrite une forte communauté Arbëresh, Albanais installés ici au XVe siècle, fuyant l’avance ottomane. Ces Albanais ont gardé une forte identité, parlant toujours leur langue, l’arbërisht (mélange de grec, d'italien et d'albanais ancien). Dans leur dialecte, le village se nomme Këmarini. Dans les années 1990, le village a été un lieu de transit et un centre d'accueil pour les immigrés albanais qui vinrent s'y réfugier à la suite de la chute du communisme.

## Administration
| Période                                  | Période  | Identité          | Étiquette | Qualité |
| ---------------------------------------- | -------- | ----------------- | --------- | ------- |
| 13 juin 2004                             | En cours | Anita Di Giuseppe |           |         |
| Les données manquantes sont à compléter. |          |                   |           |         |

### Hameaux
Nuova Cliternia, Ramitelli

### Communes limitrophes
Chieuti, Guglionesi, Portocannone, San Martino in Pensilis, Termoli